# Netelia brasiliensis
Netelia brasiliensis là một loài tò vò trong họ Ichneumonidae.